# Tamba Trio
Tamba Trio foi um conjunto musical formado no Rio de Janeiro na década de 1960. Composto originalmente por Luiz Eça (piano, vocal e arranjos), Bebeto Castilho (contrabaixo, flauta, sax e vocal) e Hélcio Milito (bateria, percussão e vocal), o Tamba Trio começou a tomar forma ainda acompanhando a cantora Maysa e depois a cantora Leny Andrade numa temporada na boate Manhattan, atuando ao lado de Luís Carlos Vinhas (piano) e Roberto Menescal (violão). A partir de 1967, com a entrada do baixista Dório Ferreira, Bebeto passaria a atuar apenas como flautista, transformando assim o trio no quarteto Tamba 4. Dois anos depois, com a saída de Luiz Eça, que formaria o seu grupo A Sagrada Família, o pianista Laércio de Freitas entrou em seu lugar. O quarteto duraria até 1970.
O Tamba Trio retornou com os três integrantes originais só em 1971, gravando dois discos pela gravadora RCA. Em 1976, começou mais um hiato e, quatro anos depois, o grupo voltou, fazendo apresentações e gravando o LP Tamba Trio 20 Anos de Sucessos, lançado em 1982. A partir de 1989, o baterista Rubens Ohana, que já participara do Tamba Trio, reintegrou-se ao conjunto, substituindo Hélcio Milito. O grupo continuou até 1992, quando faleceu Luiz Eça.
O trio também acompanhou os cantores Carlos Lyra, Edu Lobo, Nara Leão, Sylvia Telles, Quarteto em Cy, João Bosco e Simone, entre outros.

## Instrumento
(1962-1964)
- Luiz Eça
- Bebeto Castilho
- Hélcio Milito

(1964-1966)
- Luiz Eça
- Bebeto Castilho
- Rubens Ohana

(1967-1968)
- Luiz Eça
- Bebeto Castilho
- Rubens Ohana
- Dório Ferreira

(1969)
- Laércio de Freitas
- Bebeto Castilho
- Rubens Ohana
- Dório Ferreira

(1971-1975 e 1982-1984)
- Luiz Eça
- Bebeto Castilho
- Hélcio Milito

(1989-1992)
- Luiz Eça
- Bebeto Castilho
- Rubens Ohana

## Discografia
- 1962 - Tamba Trio (Philips)
- 1963 - Avanço (Philips)
- 1964 - Tempo (Philips)
- 1965 - 5 na Bossa. Tamba Trio, Edu Lobo e Nara Leão (Philips)
- 1966 - Tamba Trio (Philips)
- 1966 - Tamba Trio Saluda México (Philips)
- 1974 - Tamba Trio (RCA)
- 1975 - Tamba Trio (RCA)
- 1982 - Tamba Trio - 20 Anos de Sucessos (RCA)
- 1996 - Tamba Trio. Série Aplauso (BMG/RCA)
- 1997 - Tamba Trio. Série Classics (PolyGram)

### Como Tamba 4
- 1967 - We And The Sea (A&M Records)
- 1968 - Samba Blim (A&M Records)
- 1969 - Tamba 4 (Orfeon México)